# Tim Samaras
Timothy Michael Samaras (* 12. November 1957 in Lakewood, Colorado; † 31. Mai 2013 in El Reno, Oklahoma) war ein US-amerikanischer Ingenieur, Forscher und Sturmjäger.
Samaras wurde bekannt durch die Sendereihe Verrückt nach Tornados (engl. Storm Chasers). Er entwickelte Sensoren zum Erfassen wichtiger Daten innerhalb von Tornados und platzierte sie direkt auf deren Pfaden. So wurden entscheidende Wind- und Wetterdaten erfasst, mit denen beispielsweise der Häuserbau angepasst und so besserer Schutz vor Tornados geboten werden sollte. Tim Samaras war Leiter des TWISTEX-Teams.
Tim Samaras kam zusammen mit seinem Sohn Paul und dem Meteorologen Carl Young bei der Beobachtung des EF3-Tornados bei El Reno nahe Oklahoma City ums Leben. Unter den bisher aufgezeichneten Tornados handelte es sich um denjenigen mit dem größten Durchmesser von maximal 4,2 Kilometern. Dabei wurde ihr Fahrzeug von einem der kleinen Wirbel des Multivortex-Tornados erfasst. Das Fahrzeug wurde mehr als 800 Meter weit von der Straße geschleudert und dabei vollständig zerstört.
Neben dem Feld, auf dem das Autowrack gefunden wurde, wurde 2015 ein Denkmal für Samaras und seine Kollegen errichtet.